# NickRewind
NickRewind fue un canal de televisión que se emitía en horario nocturno en TeenNick. El canal transmitía reposiciones de clásicos infantiles de los años 80s (finales), 90s y 2000s. Se centraba mayormente en las series y caricaturas originales de Nickelodeon. El bloque duraba ocho horas, comenzando cada noche de 22:00 a 6:00.
El formato del bloque estuvo precedido por el mismo de The '90s Are All That, el cual debutó la noche del 25 de julio de 2011 y se inspiró en un gran interés en los clásicos de Nickelodeon de los 90's por parte de usuarios de medios de comunicación sociales como Facebook. Entre el 7 y el 23 de octubre de 2011, el bloque salía al aire en un horario reducido de dos horas (22:00 a 00:00). La recepción fue positiva, y las etiquetas pertenecientes al bloque (hashtag) se volvieron tendencia en Twitter. La noche de su estreno, los índices de audiencia de TeenNick aumentaron de 8 a 60 veces respecto a las semanas anteriores, superando numerosos programas básicos de cable en el mismo lapso.
Desde el 5 de octubre de 2015, el bloque se expandió a las ocho horas que abarca la programación nocturna (22:00 a 6:00) y transmite una mayor variedad de series bajo la marca de The Splat.
El 17 de marzo de 2019 fue renombrado como NickRewind.
En agosto de 2020, Nickelodeon Latinoamérica emitió por primera vez NickRewind como un especial de una hora con doble episodio de series retro, la primera semana del mes se emitieron series antiguas como Rugrats, Oye Arnold, CatDog y Aahhh!!! Monstruos de Verdad; cada semana se emitían series de lunes a viernes solo por el mes de agosto.
El 31 de enero de 2022, se eliminó la marca, y la programación nocturna de TeenNick consistía principalmente en sobrexplotar de iCarly, que se incorporó a la franja horaria a mediados de diciembre. El final del bloque fue confirmado por la cuenta de Twitter de NickRewind el 2 de febrero de 2022.

## Programación

### Programación final
NickRewind transmitió programas permanentes y rotativos que pertenecen a la historia de Nickelodeon. En general los episodios se repiten varias veces en una semana.
Los siguientes programas hasta su cierre tenían un espacio permanente en el bloque: 
| Título de espectáculo         | Emisión Original/Nickelodeon |
| ----------------------------- | ---------------------------- |
| Los Castores Cascarrabias     | 1997–2000                    |
| CatDog                        | 1998–2000                    |
| Doug                          | 1991–1994                    |
| Oye Arnold                    | 1996–2001                    |
| Rocket Power                  | 1999–2004                    |
| Rugrats, aventuras en pañales | 1991–2004                    |

Entre las series que se han transmitido en horarios rotativos incluyeron:
| Título de espectáculo               | Emisión Original/Nickelodeon | 1.º día en Nick Rewind           |
| ----------------------------------- | ---------------------------- | -------------------------------- |
| ¡Aaahh! Monstruos de verdad         | 1994–1997                    | Octubre 10, 2015 (2015-10-10)*   |
| Rugrats crecidos                    | 2003–2008                    | Octubre 11, 2015 (2015-10-11)*   |
| Todo Eso                            | 1994–2005                    | Octubre 7, 2015 (2015-10-07)*    |
| El show de Amanda                   | 1999–2002                    | Junio 10, 2016 (2016-06-10)*     |
| ¿Le temes a la Oscuridad?           | 1992–2000                    | Octubre 6, 2015 (2015-10-06)*    |
| Ginger                              | 2000–2006                    | Octubre 9, 2015 (2015-10-09)     |
| Clarissa lo explica todo            | 1991–1994                    | Octubre 6, 2015 (2015-10-06)*    |
| Double Dare                         | 1986–1992                    | Octubre 9, 2015 (2015-10-09)*    |
| Figure It Out                       | 1997–1999                    | Octubre 11, 2015 (2015-10-11)*   |
| GUTS                                | 1992–1996                    | Octubre 11, 2015 (2015-10-11)*   |
| Hey Dude                            | 1989–1991                    | Octubre 28, 2015 (2015-10-28)*   |
| El Viaje de Allen Strange           | 1997–2000                    | Octubre 27, 2015 (2015-10-27)*   |
| Kenan & Kel                         | 1996–2000                    | Octubre 5, 2015 (2015-10-05)*    |
| Leyendas del Templo Escondido       | 1993–1995                    | Octubre 9, 2015 (2015-10-09)*    |
| My Brother and Me                   | 1994–1995                    | Diciembre 31, 2015 (2015-12-31)* |
| Los archivos secretos de Shelby Woo | 1996–1998                    | Octubre 28, 2015 (2015-10-28)*   |
| Ren & Stimpy                        | 1991–1995                    | Octubre 5, 2015 (2015-10-05)*    |
| Roundhouse                          | 1992–1996                    | Octubre 10, 2015 (2015-10-10)*   |
| Salute Your Shorts                  | 1991–1992                    | Octubre 9, 2015 (2015-10-09)*    |
| Casos espaciales                    | 1996–1997                    | Enero 1, 2016 (2016-01-01)*      |
| Weinerville                         | 1993–1997                    | Octubre 10, 2015 (2015-10-10)*   |
| Welcome Freshmen                    | 1991–1993                    | Octubre 6, 2015 (2015-10-06)*    |
| Los Thornberrys                     | 1998–2004                    | Octubre 10, 2015 (2015-10-10)*   |
| You Can't Do That on Television     | 1982–1990                    | Octubre 5, 2015 (2015-10-05)*    |
| Invasor Zim                         | 2001–2006                    | Enero 2, 2019 (2019-01-02)       |
| Jimmy Neutron                       | 2002–2006                    | Enero 9, 2019 (2019-01-09)       |
| Danny Phantom                       | 2004–2007                    | Enero 16, 2019 (2019-01-16)      |
| Drake & Josh                        | 2004–2007                    | Marzo 25, 2020 (2020-03-25)      |
| Zoey 101                            | 2005–2008                    | Marzo 23, 2020 (2020-03-23)      |
| La Robot Adolescente                | 2003–2009                    | Marzo 27, 2021 (2021-03-27)      |
| iCarly                              | 2007–2012                    | Diciembre 20, 2021 (2021-12-20)  |

Programas con un asterisco (*) anteriormente se había transmitido en The 90's Are All That antes del cambio de imagen. Sólo dos programas se mostraron en "The '90s Are All That" aún no se transmiten en The Splat: El Mundo Secreto de Alex Mack y Mighty Morphin Power Rangers (el último originalmente se emitió en Fox Kids, sólo se transmitió en The 90's Are All That siendo parte de una presentación especial única).
Nota: Estas son las fechas de transmisión, que empiezan de 6:00 A.M. y terminan 24 horas más tarde.